# Siduhe-Brücke

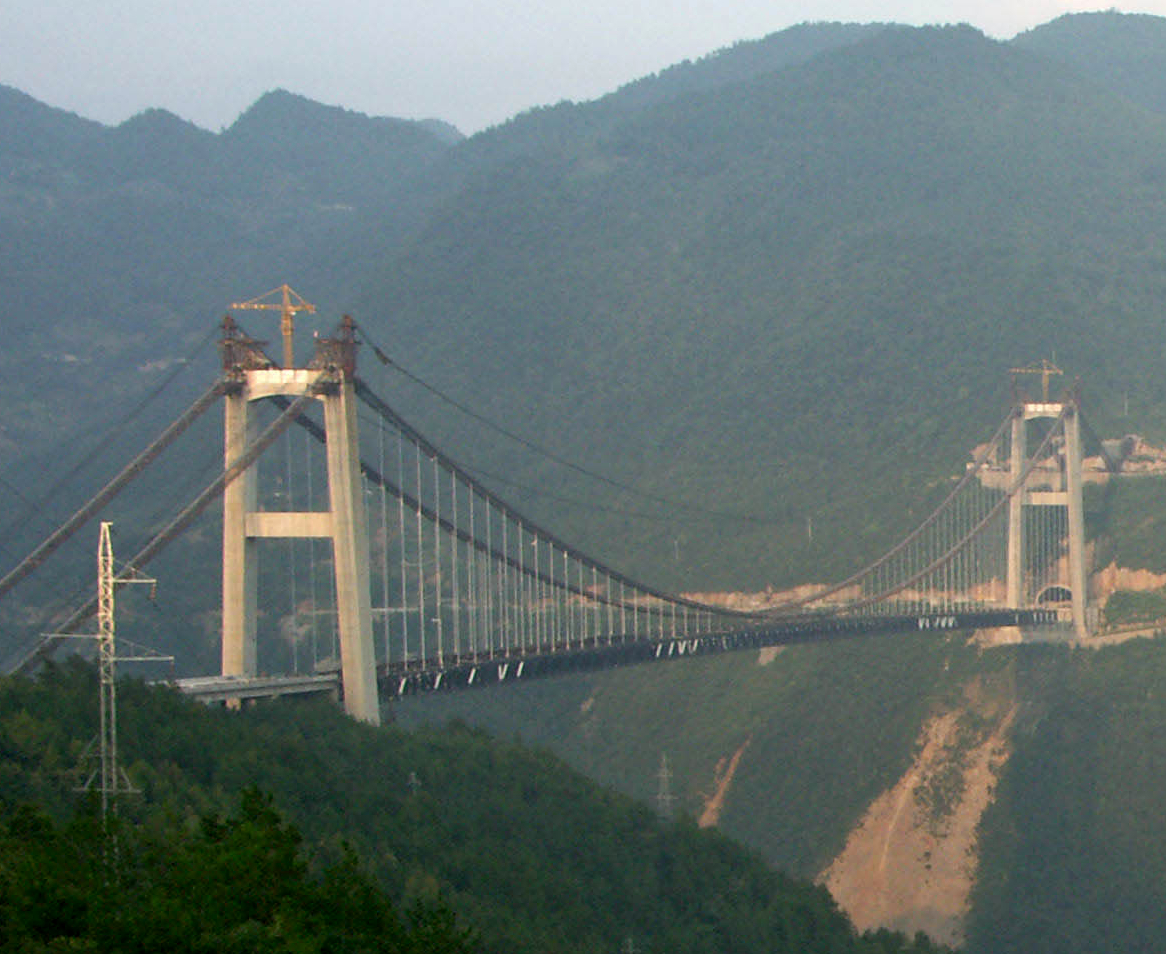
Siduhe-Brücke im Bau, 2008, Blick nach Osten Richtung Siduhe-Tunnel

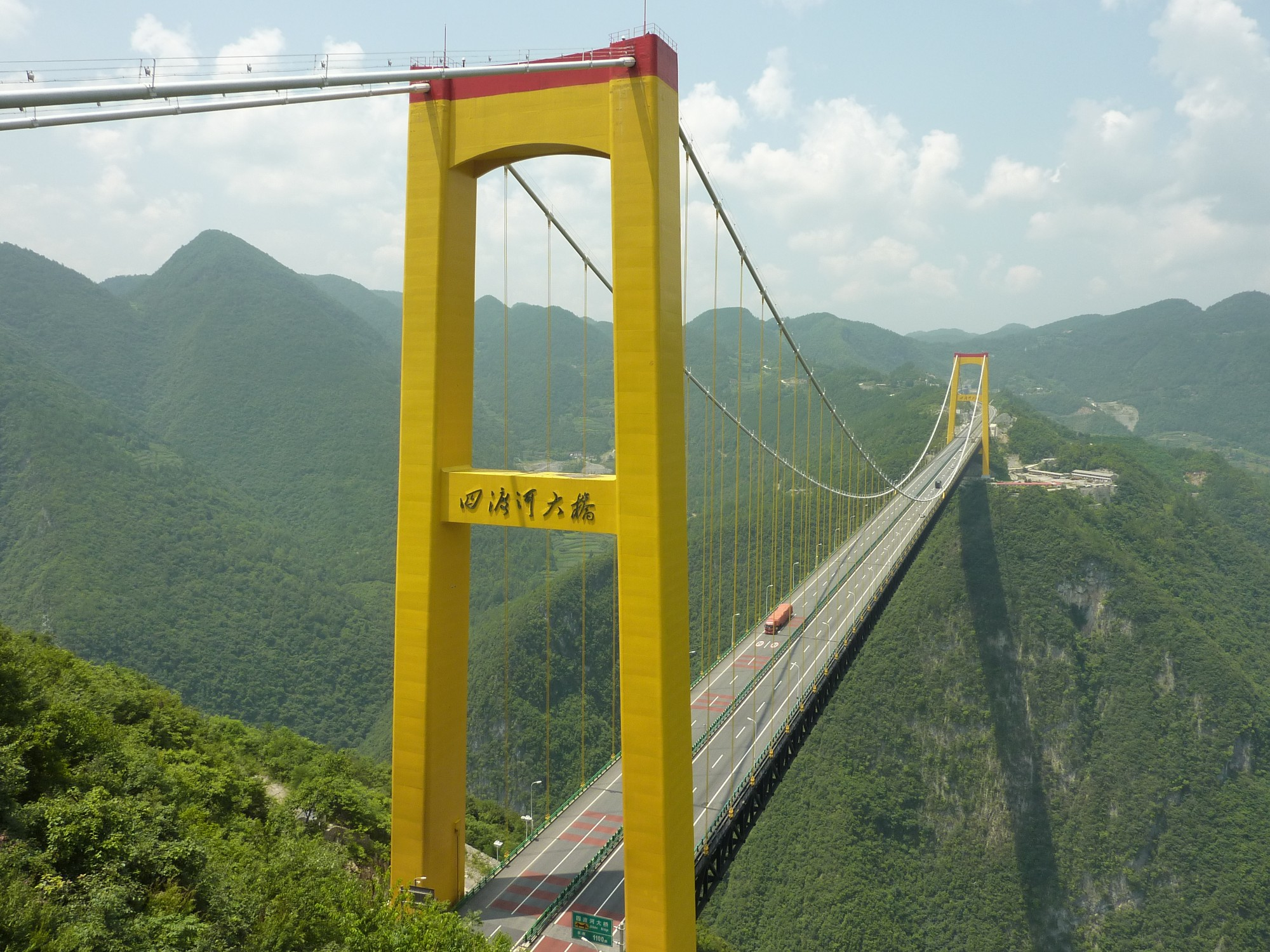

Die Siduhe-Brücke (chinesisch 四渡河特大桥, im englischen Sprachraum auch Si Du River Bridge) ist eine 1100 m lange Hängebrücke, die das Tal des Siduhe in der Nähe der Großgemeinde Yesanguan im Kreis Badong im Südwesten der chinesischen Provinz Hubei überquert. Bei ihrer Eröffnung am 15. November 2009 war sie  mit 496 m Höhe zwischen Fahrbahn und Flussbett die höchste Brücke der Welt (bis 2016). Die Siduhe-Brücke wurde nach den Plänen der chinesischen Firma CCCC Second Highway Consultants Co. Ltd. (CCSHCC) erbaut. Sie kostete 720 Millionen Yuan, was ungefähr 80 Millionen Euro entspricht.:65

## Lage
Die Brücke ist Teil der Autobahn Shanghai–Chongqing (G50) einer in Ost-West-Richtung verlaufenden gebührenpflichtigen Autobahn, welche über Yichang die Millionenstädte Shanghai und Chongqing verbindet und welche seit ihrer durchgehenden Eröffnung am 19. Dezember 2009 als schnelle Alternative zur chinesischen Fernstraße G318 dient, die mit zahlreichen Kurven durch das gebirgige Gelände führt. Die reliefstarke Topographie im Wushan-Gebirge südlich der Drei Schluchten erforderte die Errichtung zahlreicher Brücken und Tunnel im Zuge des Autobahnbaus. Das bemerkenswerteste Bauwerk dieser Autobahn ist die Siduhe-Brücke, die das tief eingeschnittene Tal des Siduhes in einer Höhe von 472 m überspannt.

## Konstruktion und technische Daten
Die Pylone auf beiden Seiten des Taleinschnitts wurden in H-Form bis Mitte des Jahres 2006 erbaut. Sie haben eine Höhe von 118,2 m respektive 113,6 m. Andere Quellen sprechen von einer Turmhöhe von 122 m und 118 m.:65 Anschließend wurde am 9. Oktober 2006 als Weltneuheit das erste (1300 m lange) Hilfstragseil nicht mit einer konventionellen Methode, sondern mit einer Militärrakete von Westen nach Osten über die Schlucht gefeuert.:80
Im weiteren Verlauf wurden die beiden Tragkabel montiert. Jedes dieser beiden Hauptkabel besteht aus einem Bündel von 127 vorgefertigten Stahlseilen, von denen jedes einzelne wiederum aus 127 hochfesten Stahldrähten mit einem Durchmesser von 5,1 mm zusammengefasst ist. Beide Tragkabel sind so ausgelegt, dass sie je maximal eine Zugkraft von 192 Meganewton halten können.:79 Als weitere Besonderheit sind diese Tragkabel auf der Ostseite aufgrund der topographischen Lage in einem über 40 m langen Tunnel verankert, der in den Berg getrieben wurde und rund 23 m über dem angrenzenden Straßentunnel liegt.
Danach folgte die Montage des Fahrbahnträgers, einer stählernen Fachwerkskonstruktion von 26 m Breite und 6,5 m Höhe.:79 Darauf liegt die Fahrbahnplatte, die eine Breite von 24,5 m aufweist. Sie führt in jeder Richtung zwei Fahrspuren und einen Pannenstreifen.
Die Mittelspannweite der Hängebrücke (zwischen den beiden Pylonen) beträgt 900 m.:65 Daran schließt im Westen die Vorbrücke (Rampenbrücke) an, die eine Länge von 208 m aufweist und zusammen mit den Ankerblöcken auf einem Geländevorsprung am westlichen Talhang endet. Im Osten steht der rund 120 m hohe Pylon direkt vor dem Eingang zum 3550 m langen Baziling-Tunnel, es gibt daher auf dieser Seite keine Rampenbrücke. Die Tragkabel sind allerdings noch 114 m lang, bevor sie in den eigens dafür in den Berg gebohrten Tunnel münden, in dem sie verankert sind. Daraus resultieren die unterschiedlichen Längenangaben für die Siduhe-Brücke. Während die eigentliche Straßenbrücke 1100 m lang ist, wird für die Hängebrücke meist eine Länge von 1222 m:64 angegeben, die sich auf die Länge der Tragkabel bezieht. Die Längsneigung der Fahrbahn auf der Brücke beträgt 2,41 %, wobei der höchste Punkt auf der Westseite liegt.:65
Auch über die Höhe der Siduhe-Brücke gab es unterschiedliche Angaben. Häufig war die Angabe einer lichten Höhe von 472 m zwischen Fahrbahn und Flussbett. Andere Quellen nannten eine Höhe von 500 m,:64 550 m und gar 560 m, wobei nicht klar war, ob sich alle Autoren auf die gleichen Referenzpunkte, oder auf die Höhendifferenz zwischen Flussbett und Spitze der Pylone beziehen. Nach mehreren Besuchen der Brücke konnte Eric Sakowski (HighestBridges.com) mit einem Entfernungsmesser eine Höhe von 496 m feststellen.
Mit ihrer Eröffnung am 15. November 2009 löste sie die ebenfalls in China liegende Beipanjiang-Brücke (Guanxing Highway) ab, die von 2003 bis 2009 mit einer Höhe von 366 m als höchste befahrbare Brücke der Welt galt.